# Рамон Левін
Рамон Левін (нід. Ramon Leeuwin, нар. 1 вересня 1987, Амстердам) — суринамський футболіст, захисник.

## Ігрова кар'єра
Народився 1 вересня 1987 року в місті Амстердам. Грав за молодіжні аматорські футбольні клуби «Омніворлд» та «Алмере», поки не перейшов до «Утрехта» у 2005 році. За першу команду дебютував 30 вересня 2007 року матчі Ередивізі, замінивши в перерві Сандера Келлера у домашній грі проти «Вітесса» (2:4). Такі не ставши основним гравцем, 2008 року Левін був відданий в оренду в «Апелдорн» з другого дивізіону, який наступного року викупив контракт гравця. Протягом трьох сезонів у Еерстедивізі він провів загалом 68 матчів ліги і забив три голи.

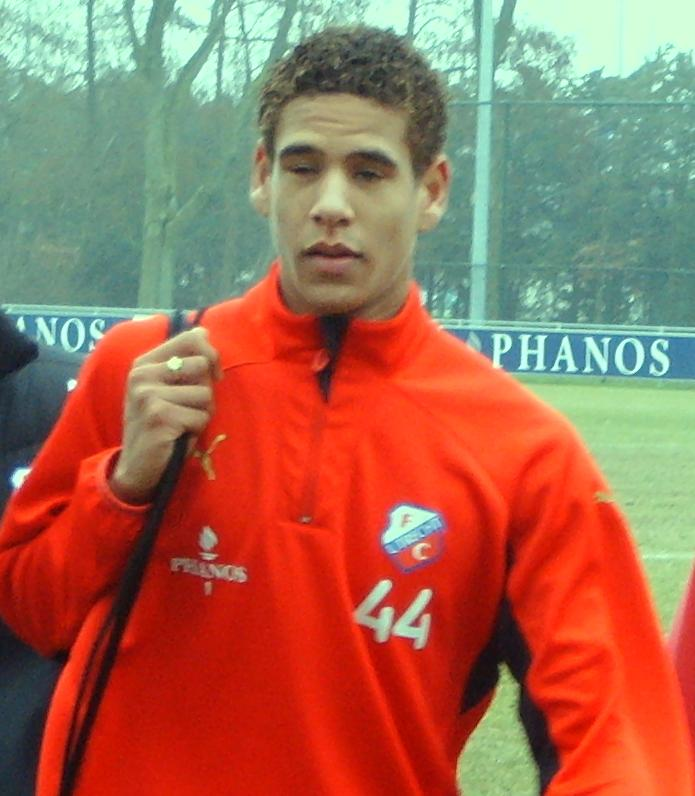
Рамон Левін у 2008 році.

18 серпня 2010 року Рамон слідом за своїм тренером Джоном ван ден Бромом перейшов у «АДО Ден Гаг» і швидко став основним гравцем клубу вищого дивізіону. Втім у своєму другому сезоні в клубі Левін отримав серйозну травму коліна, через яку випав зі стартового складу. В результаті його контракт, термін дії якого закінчився в 2013 році, не був продовжений.
21 червня 2013 року було оголошено, що Левін підписав контракт із «Камбюром» на один сезон із можливістю продовження ще на рік. Однак, він зіграв лише один сезон в Ередивізі за «Камбюр» (32 матчі та три голи). Крім того, він провів три матчі за клуб у Кубку Нідерландів, де забив один гол.
У червні 2014 року Рамон Левін повернувся до рідного «Утрехт» і цього разу став основним гравцем команди, провівши за чотири роки 118 матчів чемпіонату і забивши два голи, перший — 1 травня 2016 року в матчі проти «Вітесса» (3:1). Крім того він зіграв десять матчів та забив два голи у Кубку. 24 квітня 2016 року він забив гол за «Утрехт» у фіналі Кубка 2015/16 проти «Феєнорду», втім команда програла 1:2 і трофей не здобула.
У серпні 2018 року Рамон Левін підписав 2,5-річний контракт з данським «Оденсе». Він дебютував за нову команду 26 серпня 2018 року на виїзді проти «Вейле» (2:0). Рамон вийшов на поле у стартовому складі, але був замінений на 43-й хвилині. 22 жовтня 2018 року він забив свій перший гол за «Оденсе», коли зрівняв рахунок в гостьовому матчі «Брондбю» (1:1). Загалом за півтора роки провів 40 матчів у чемпіонаті і забив 1 гол.
На початку 2020 року повернувся на батьківщину, ставши гравцем АЗ. За наступні півтора сезони відіграв за команду з Алкмара лише 12 матчів в національному чемпіонаті, після чого протягом сезону 2021/22 грав у другому дивізіоні за «Алмере Сіті», головну команду клубу, в структурі якого робив свого часу перші кроки у футболі.
Влітку 2022 року досвідчений захисник знайшов варіант продовжити кар'єру в ТЕК, команді третього за силою дивізіону Нідерландів.